# Raffaele Bondini
Raffaele Bondini (...) è un attore cinematografico e attore teatrale italiano.

## Carriera
Compare di frequente come interprete di sceneggiati televisivi di successo degli anni settanta, fra cui A come Andromeda e ESP, pur continuando a lavorare per il teatro, principalmente con la Compagnia Stabile del Teatro di Bolzano.

## Filmografia

### Cinema
- Nella città perduta di Sarzana, regia di Luigi Faccini (1980)

### Televisione
- La legion d'onore, regia di Ernesto Calindri (1970)
- Il ventaglio di Carlo Goldoni, regia di Fantasio Piccoli e Francesco Dama (1966)
- Processo a Gesù di Diego Fabbri, regia di Gianfranco Bettetini (1968)
- A come Andromeda, regia di Vittorio Cottafavi (1972)
- ESP, regia di Daniele D'Anza, con Paolo Stoppa (1973)
- Tre camerati, regia di Lydia C. Ripandelli (1973)
- La quinta colonna di Ernest Hemingway, regia di Giuseppe Fina (1976)
- In attesa di Lefty di Clifford Odets, regia di Giacomo Colli (1976)
- Il borghese gentiluomo, di Molière, regia di Tino Buazzelli e Angelo Corti (1978)

## Teatrografia (parziale)
Compagnia del Teatro Stabile di Bolzano:
- (1950-1966): direzione Fantasio Piccoli; repertorio: Plauto, Euripide, Shakespeare, Molière, Goldoni, Biagi, Bompiani, Checov, Anouilh, Pirandello, Goethe, Ibsen, Dumas, Terron, D'Annunzio, Lorca, Claudel, Williams, Campanile, Yeats, Sartre, Wilder, Shaw, Balzac.
- (1966-1967): direzione Renzo Ricci; repertorio: Goldoni, Pirandello, O'Neill, Nicolai.